# Kinky Friedman
Richard Samet Friedman, noto come Kinky Friedman (Chicago, 31 ottobre 1944 – Medina, 27 giugno 2024), è stato uno scrittore, cantautore, giornalista e politico statunitense.
Fu un cantautore apprezzato dalla critica e poliedrico nello stile, noto per il suo carattere eccentrico e anticonformista e per il suo umorismo schietto, elemento determinante di tutti i suoi lavori.
Apprezzato anche da numerosi altri artisti, tra i quali Bob Dylan, Willie Nelson e Billy Joe Shaver, fu un intrattenitore magnetico e carismatico.
Sempre riconosciutosi con orgoglio tra gli ebrei texani, svolse numerose altre attività, tra le quali quelle di cantautore, scrittore, umorista, giornalista e politico. Adoperò fin dagli inizi il soprannome Kinky, suo soprannome fin dall'infanzia, avendo una capigliatura con simpatici riccioli (in inglese kinks=riccioli).
Come artista, Kinky si descrisse come una combinazione tra il comico Will Rogers e lo scrittore Mark Twain.
Intraprese anche una carriera politica e, nelle elezioni governatoriali in Texas del 2006, fu uno dei due candidati indipendenti, ricevendo il 12.6% dei voti, piazzandosi quarto su sei candidati e ricevendo un ampio consenso popolare, pur non venendo eletto.

## Biografia
Nato da genitori ebrei, Friedman si trasferì ancora bambino con la famiglia nel Texas centrale. Già fortemente interessato alla musica e gli scacchi, fu scelto a sette anni per competere insieme ad altri 50 giocatori di scacchi locali contro il Gran Maestro Samuel Reshevsky in incontri simultanei a Houston. Sebbene Reshevsky avesse poi vinto tutti gli incontri, Friedman fu comunque il più giovane contendente dell'occasione.
Laureatosi nel 1966 all'Università del Texas ad Austin con un Bachelor of Arts in psicologia, servì nei Corpi della Pace sull'isola di Borneo in Malaysia insieme a John Gross. Apparso spesso in televisione, specie sulla CBS americana, anche ospite di Jay Leno in uno dei suoi show, Friedman visse con la famiglia a Echo Hill Ranch, un campo estivo vicino a Kerrville (Texas). Fondò inoltre il Ranch Utopia per il salvataggio degli animali, occupandosi di proteggere e curare animali abbandonati, maltrattati, ammalati e vecchi: più di 1.000 cani furono salvati nel corso degli anni dall'eutanasia animale.

### Carriera musicale
Friedman formò la sua prima band, King Arthur & the Carrots (Re Artù e le Carote), durante gli anni all'University of Texas. Il gruppo – che prendeva in giro la surf music – registrò un singolo nel 1966 (Schwinn 24/Beach Party Boo Boo).

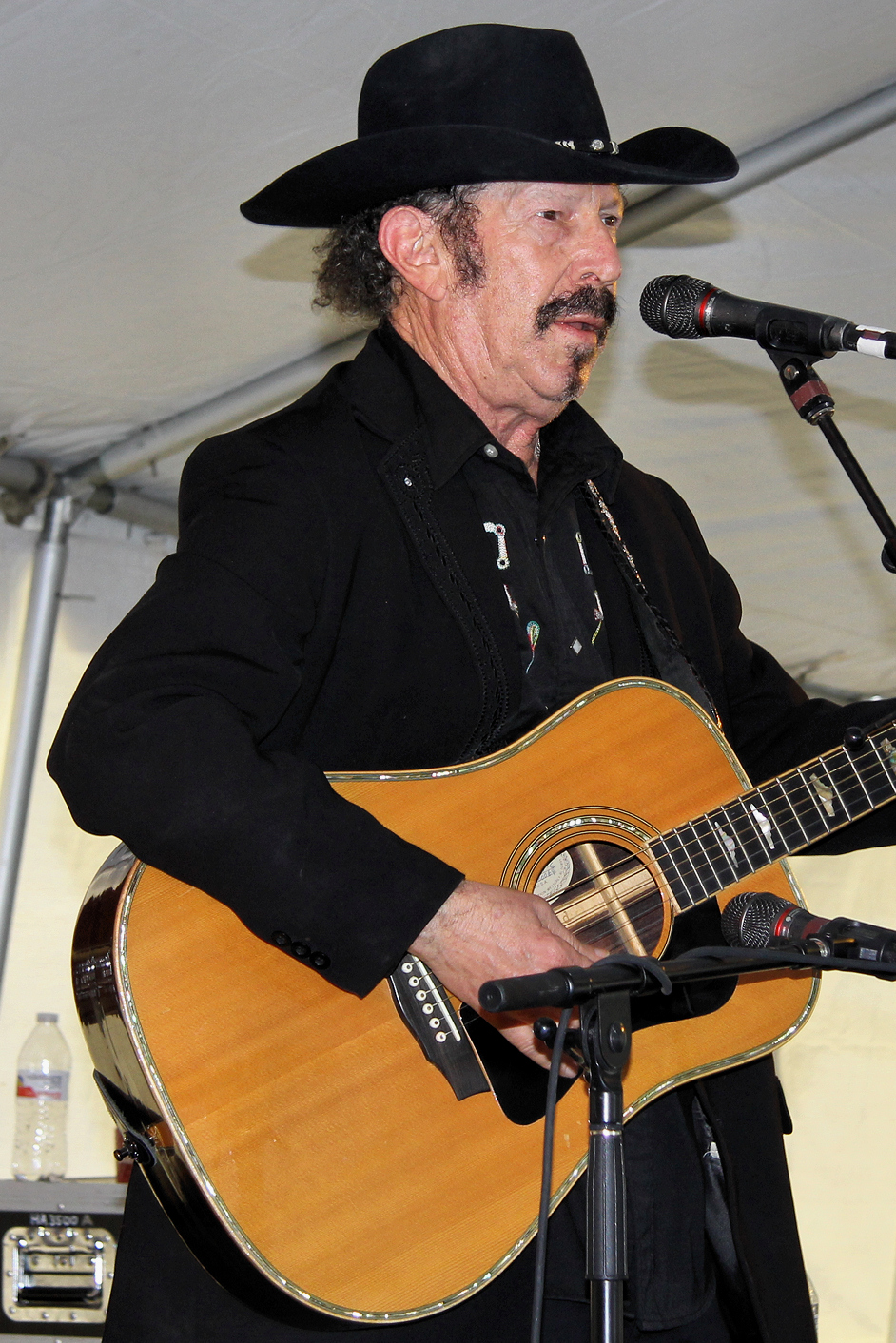
Kinky Friedman in concerto nel 2013

Entro il 1971 Friedman formò già un secondo gruppo, Kinky Friedman and The Texas Jewboys (Kinky Friedman e gli Ebreucci Texani). Mantenendo la natura satirica del gruppo, ogni membro adottò un nomignolo comico: oltre a Kinky, vi furono Little Jewford, Big Nig, Panama Red, Wichita Culpepper, Sky Cap Adams, Rainbow Colours, e Snakebite Jacobs.
Il padre di Friedman (Dr. S. Thomas Friedman, medico di contea) fu contrario al nome del gruppo, dichiarandolo cosa negativa, ostile e peculiare, il che fu una ragione in più per Kinky di sceglierlo.
Cavalcando l'onda del country rock sulle creste di Gram Parsons, The Band, e le Eagles, Friedman divenne famoso come cantante di country e western. Il suo momento magico fu nel 1973 grazie a Commander Cody, che contattò in sua vece la Vanguard Music. Friedman uscì con il disco Kinky Friedman nel 1974 per la ABC Records, poi si mise in tour con Bob Dylan nel 1975-1976. Il suo repertoire fu una mescolanza di commentario sociale ("We Reserve The Right To Refuse Service To You", Ci riserviamo il diritto di rifiutarvi il servizio) con ballate malinconiche ("Western Union Wire", Telegramma della Western Union) e umorismo sguaiato (tipo "Get Your Biscuits In The Oven and Your Buns In Bed", Metti il biscotto in forno e le chiappe a letto). La sua canzone "Ride' em Jewboy" fu un esteso tributo alle vittime dell'Olocausto.
Nei primi mesi del 1976 Friedman si unì a Bob Dylan per la seconda fase del suo tour Rolling Thunder Revue. Alla fine dello stesso anno, fu il musicista ospite di Saturday Night Live. Affermò anche di essere stato l'unico ebreo purosangue in scena alla Grand Ole Opry. Il 20 luglio 2007, Kinky Friedman fu anche il conduttore del “Concerto per Salvare Town Lake" in onore e alla memoria di Lady Bird Johnson, che fu patrona e benefattrice di Town Lake ad Austin, che si adoperò molto per proteggere e salvare le rive del lago locale.

### Malattia e morte
Affetto dalla malattia di Parkinson, Friedman morì nella sua casa all'Echo Hill Ranch, a Medina in Texas, il 27 giugno 2024, all'età di 79 anni.

## Discografia

### Album (studio, live e raccolte)
| Anno | Titolo                                            | Etichetta                | USA-Billboard Hot 200 |
| ---- | ------------------------------------------------- | ------------------------ | --------------------- |
| 1973 | Sold American                                     | Vanguard                 | —                     |
| 1974 | Kinky Friedman                                    | ABC                      | 132                   |
| 1976 | Lasso from El Paso                                | Epic/CBS                 | —                     |
| 1977 | Silver Jubilee 1953–1977                          | Echo Hill Ranch          | —                     |
| 1982 | Live from the Lone Star Cafe                      | Bruno-Dean               | —                     |
| 1983 | Under the Double Ego                              | Sunrise                  | —                     |
| 1992 | Old Testaments & New Revelations                  | Fruit of the Tune        | —                     |
| 1995 | From One Good American to Another                 | Fruit of the Tune        | —                     |
| 1998 | Pearls in the Snow – The Songs Of Kinky Friedman  | Kinkajou Records         | —                     |
| 2003 | Classic Snatches from Europe                      | Sphincter                | —                     |
| 2005 | Mayhem Aforethought                               | Sphincter                | —                     |
| 2005 | They Ain't Making Jews Like Jesus Anymore         | Bear Family              | —                     |
| 2006 | The Last of the Jewish Cowboys: The Best Of       | Shout! Factory           | —                     |
| 2007 | Live from Austin, Texas                           | New West                 | —                     |
| 2013 | Lost And Found: The Famous Living Room Tape, 1970 | Avenue A Records         |                       |
| 2015 | The Loneliest Man I Ever Met                      | Avenue A Records         | —                     |
| 2016 | Resurrected                                       | Prodotto senza etichetta | —                     |
| 2018 | Circus of Life                                    | Echo Hill Records        | —                     |

## Altre attività

### Come politico
Nel 1986, Friedman si candidò come Giudice di Pace a Kerrville, Texas, ma perse le elezioni.
Nel 2004, Friedman iniziò una seria, sebbene colorita, campagna elettorale per diventare Governatore del Texas nelle elezioni del 2006, con la speranza di seguire le orme di altri artisti diventati governatori, come Jimmie Davis, Jesse Ventura, Arnold Schwarzenegger e Ronald Reagan. Quando furono pubblicati i resoconti finanziari a metà campagna elettorale, Friedman raccolse già più fondi del candidato democratico, l'ex-membro del congresso Chris Bell. Il giorno delle elezioni, 7 novembre 2006, Friedman fu sconfitto con vasto margine, ottenendo meno del 13% dei voti e piazzandosi quarto tra i cinque candidati.